# Markus Tripolt
Markus Tripolt (* 1965 in Wien) ist ein österreichischer Maler, Aktionskünstler, Erwachsenenbildner und Musiker.

## Leben und Beruf
Markus Tripolt legte 1986 die Meisterprüfung als Absolvent der Malerschule Baden ab und gründete im selben Jahr auch die Werkstätte MEISTERMALER. Zwischen 1989 und 1994 lebte er vorwiegend in Berlin und arbeitete mit dem Fassadenmaler Gert Neuhaus zusammen. 1995 absolvierte er eine Ausbildung zum diplomierten Grafikdesigner an der Wiener Werbeakademie, 2011 folgte eine Ausbildung zum diplomierten Erwachsenenbildner.
Sein künstlerisches Schaffen folgt dem Motto „Öffentlichkeit braucht Raum“, inspiriert unter anderem von den Überlegungen des Publizisten Armin Thurnher zur Medienlandschaft und deren Verantwortung und Einfluss auf das demokratische Gefüge.
Tripolt versteht Kunst als Arbeitsprozess, der aus den vorgefundenen gesellschaftlichen und räumlichen Gegebenheiten heraus entsteht. Seine Projekte sind oft von sozialdemokratischen Grundwerten geprägt, wobei er sich selbst als „Hackler“ im künstlerischen Kontext sieht.
2004 bis 2005 entwickelte er die Wahlkampagne der Wiener Grünen, die in diesem Jahr ihren bis dahin größten Wahlerfolg erzielten.
Markus Tripolt lebt und arbeitet in Wien und ist Vater zweier Kinder.

## Werke (Auswahl)
Tripolts Arbeiten umfassen Wandbilder, Installationen und multimediale Kunstprojekte. Als Musiker ist er unter anderem mit den Bands Chilenen Pepperl und Männer ohne Werk bekannt.

### Malerei

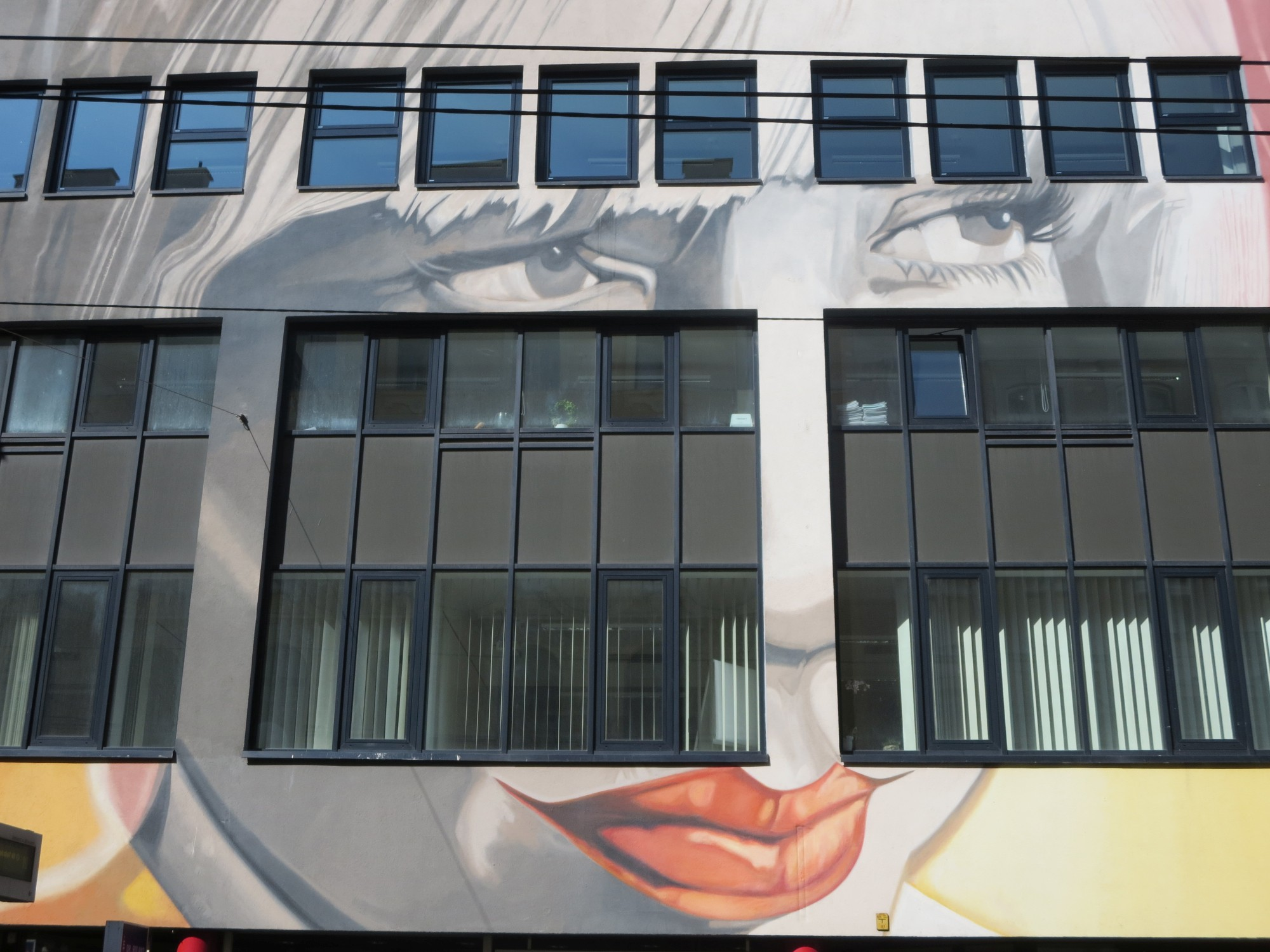
Mural Face in der Neubaugasse in Wien, 2011

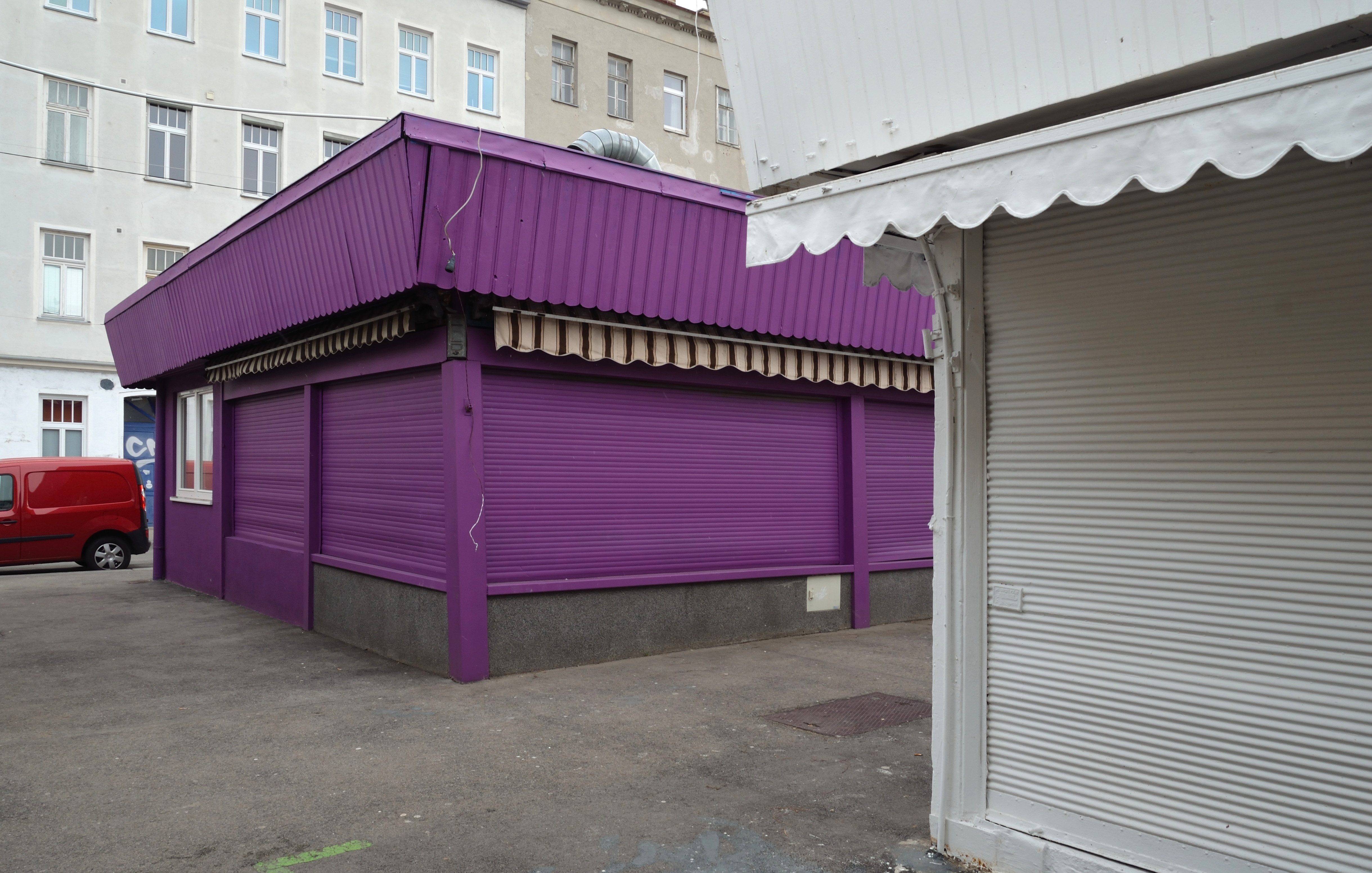
Paint back! am Meidlinger Markt, 2013

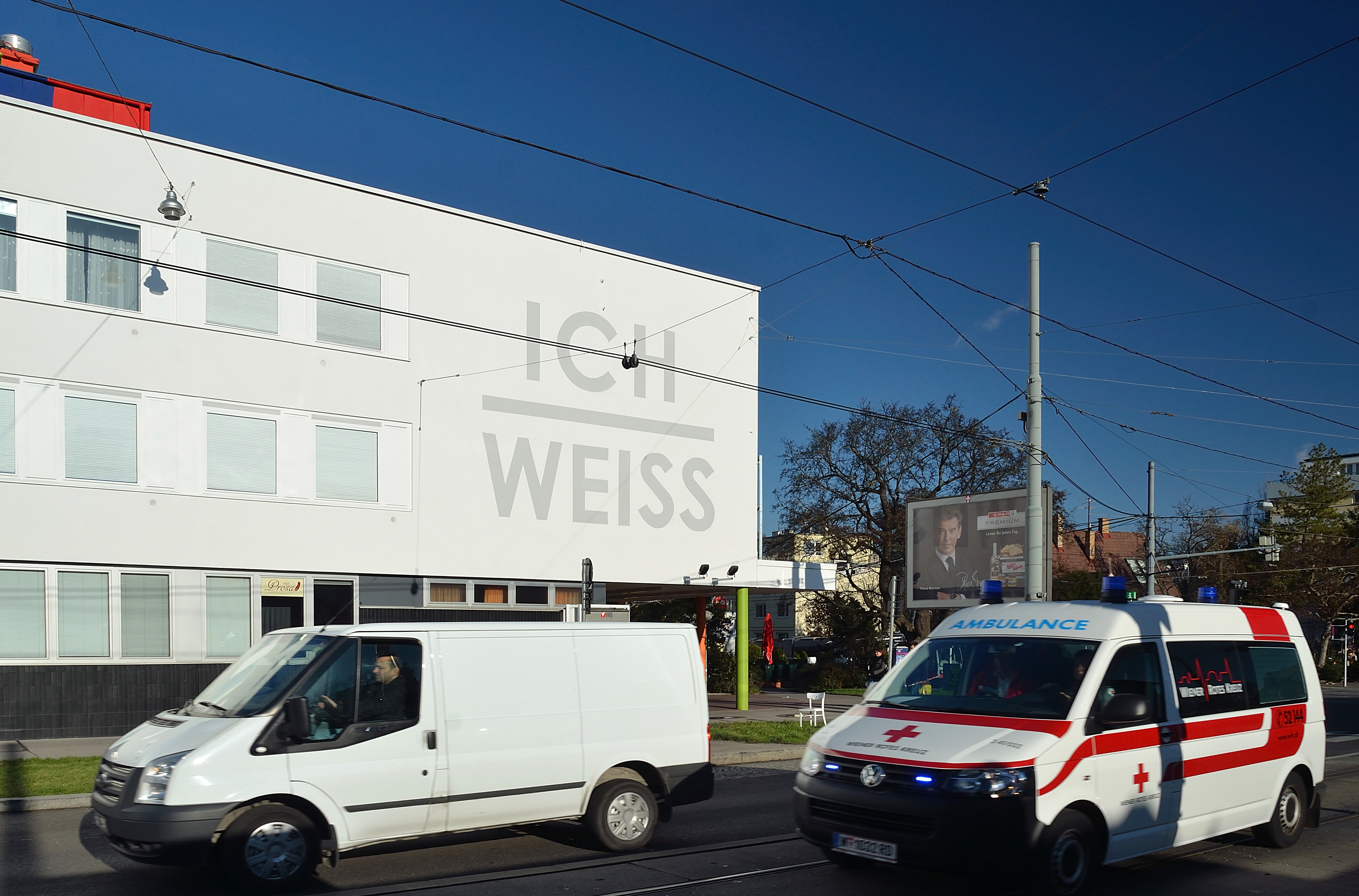
ICH WEISS an der Volkshochschule Hietzing, 2015

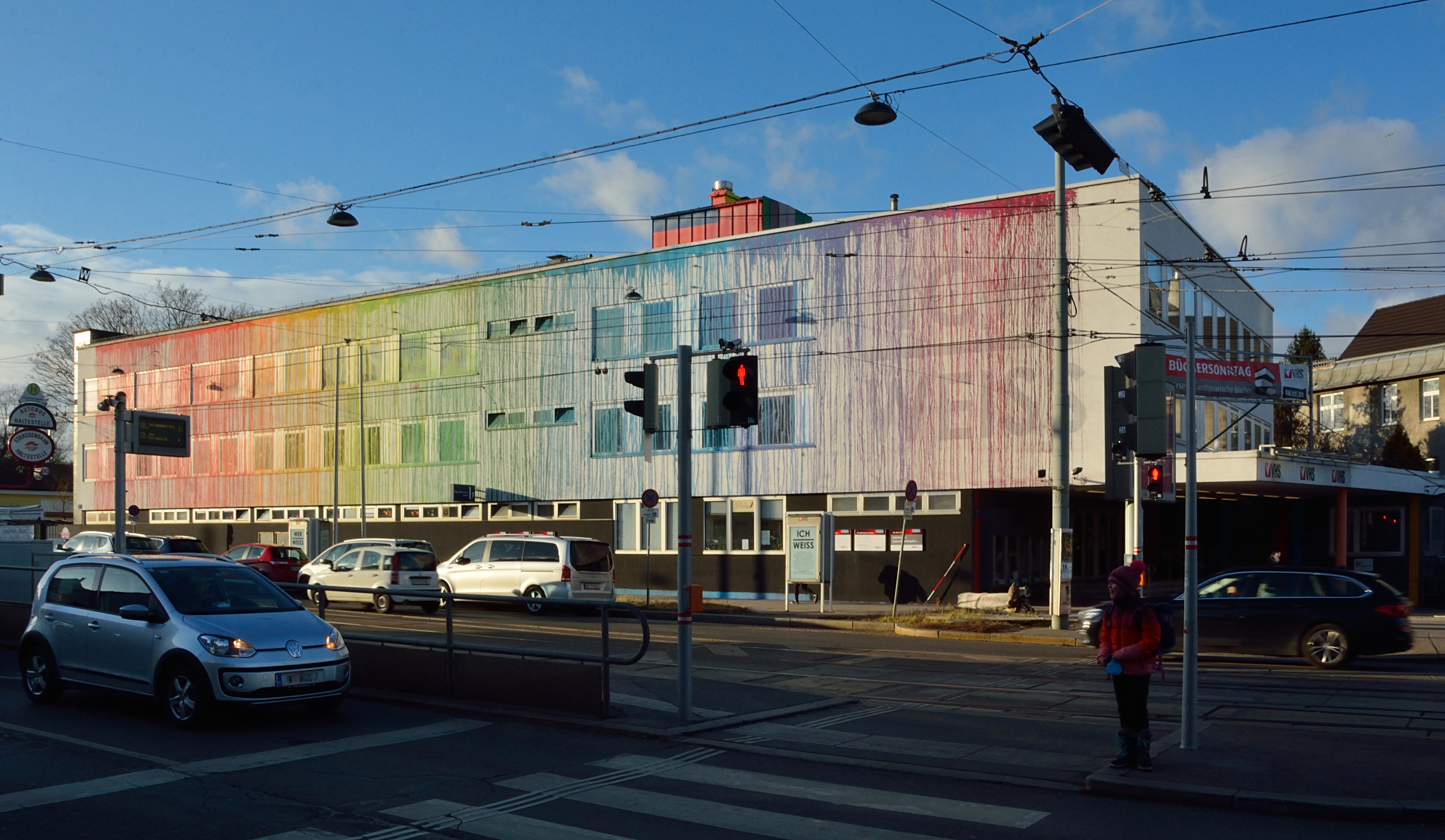
„Regenbogen“ an der Fassade der Volkshochschule Hietzing, 2022

Tripolt gestaltete mehrere großflächige Wandbilder in Wien, Berlin, Ottensheim und Mali/Westafrika darunter:
- 1992 Bemalung des Volksheimes Inzersdorf mit einem Faltenwurf
- 1993 Das Rosenhaus / Wien – Bemalung eines Industriegebäudes mit Rosenblüten in Wien, Inzersdorf. Monochrome Farbgestaltung, Motivbildung ausschließlich durch hochglänzende und matte Farbe.
- 1996 Hanfgemälde (mit Christina Gschwantner) in der Schönbrunner Straße / Reinprechtsdorfer Straße, das nach Protesten der Wiener FPÖ übermalt werden musste
- 1999 Nichts dahinter – Wandbild zur Lage der Nation in der Wiedner Hauptstraße[1][2]
- 2011 Face – Wandbild in der Neubaugasse
- 2013 Paint back! – Transformation von Marktständen am Meidlinger Markt mit einer Gruppe arbeitssuchender Jugendlicher[3]
- 2014 Paint back! – Transformation einer Tankstelle als Trainingsprojekt für Jugendliche in Wien-Speising[4][5][6][7][8]
- 2015 Fassadengestaltung der Volkshochschule Hietzing
- 2018 There Is No Place Before Arrival – 1100 m² große Bodenmalerei für Olaf Nicolai in der Kunsthalle Wien
- 2022 Regenbogen – Fassadengestaltung der Volkshochschule Hietzing[9]

### Aktionskunst
Tripolt ist für seine sozialkritischen und partizipativen Kunstaktionen bekannt, darunter:
- 1989–1991 Jahre vergehen, Werte bleiben – Plakataktion in Wien, Berlin und Mali, Westafrika
- 1992 Roll Wall – Ein Kinderspiel – Gewinnerprojekt der Europäischen Designkonferenz, Messepalast Wien (mit Gudrun Sack)
- 1998 Feuermauern – Erste Wiener Stadtbildgalerie bestehend aus Installation von Feuermotiven auf neun Wiener Feuermauern (1000 m² Gesamtfläche)[10]
- 1998 Kunsttransport – Szenebild in 2 Akten Wienstation 2.0
- 1999 CD-See – Installation aus 7000 bespielten CDs im Schlosspark Kittsee
- 1999 183 bunte Sessel – Installation auf der Rampe des österreichischen Parlaments zum Tag der Menschenrechte am 10. Dezember[11]
- 2000 Colored Chairs – Installation im Europäischen Parlament in Straßburg zum Tag der Menschenrechte am 10. Dezember[12]
- 2000 Die Verleihung des goldenen PFUY! – Videoarbeit anlässlich „100 Tage Widerstand gegen die schwarz-blaue Bundesregierung“
- 2001 frozen chairs – Installation auf der Rampe des österreichischen Parlaments zum Tag der Menschenrechte am 10. Dezember
- 2002 Gefellte Bäume – Ironische Stadtbildintervention am 1. April 2002 zum neuerrichteten Museumsquartier[13]
- 2011 Das Scheidewegvolksbegehren – erfolglosestes Volksbegehren der Zweiten Republik mit nur einer Unterschrift
- 2013 Colored Chairs – zum Gedenken an Nelson Mandela hat Tripolt eine Installation mit 95 weißen Sesseln in der Mariahilfer Straße, auf dem Platz der Menschenrechte rund um das Omofuma-Denkmal errichtet. Die Sessel „sollen auf sein Projekt Coloured Chairs verweisen, mit dem er den 10. Dezember 2013 zum europaweiten, konsumfreien Feiertag im Zeichen der Menschenrechte ausrufen möchte.“[14]
- 2019 Medialoop – Ausstellung im Zimmer, Wien

### Musik
Neben seiner bildenden Kunst ist Tripolt auch als Musiker aktiv:
- 1993–1996 Mitglied der Band Die Gute Gruppe
- 2006–2022 Frontmann von Chilenen Pepperl[15] – einer Wienerisch-Interpretation der Red Hot Chili Peppers mit Auftritten u. a. beim Donauinselfest, Donaukanaltreiben und Nova Rock. Die 2013 fertig produzierte CD Schee beinound durfte aus rechtlichen Gründen nicht veröffentlicht werden.
- Seit 2023 Mitglied der Band Männer ohne Werk, die beim Berliner Label Motor Music unter Vertrag steht. 2024 erscheinen die ersten Singles Lebenslügenlieder[16] und Gut[17].

### Kommunikation
Neben seiner künstlerischen Tätigkeit arbeitet Tripolt im Bereich visueller Kommunikation und Markenentwicklung. Sein Fokus liegt dabei auf großflächigen Gestaltungskonzepten und somit der Verbindung von Kunst und öffentlichem Raum.
- UNVORBEISCHAUBAR – Firmenclaim, Fassadengestaltung und Herausgeber des gleichnamigen Firmenmagazins für die Großbilddruckerei Trevision
- 2002 Gewinner des Golden Pixel Award
- 2002 Gewinner des Bauherrnpreises[19]
- 2003–2011 Entwicklung und Produktion der MESSAGEBAG – einer Umhängetasche mit personalisierter Kommunikationsfläche für den öffentlichen Raum
- 2004–2005 Kreation des Wahlkampfs für die Wiener Grünen
- 2009 Österreichischer Fassadenpreis für die Bemalung des Riesenradplatzes
- 2019 Medialoop – Kommunikation und Visualisierung des Symposiums "Entspeziealisierung der Spezialisten" an der Hochschule für angewandte Kunst in Wien. Veranstalter Educult / Vorstandsvorsitzender Dr. Michael Wimmer.[20] Beschreibung und Bebilderung der Aktion im Buch "Kann Kultur Politik? Kann Politik Kultur"[21][22]